# ملاكمة سيدات
بدأت ملاكمة السيدات منذ عهد بعيد، ورُبّما يمتد تاريخ المشاركات النسائية في رياضة الملاكمة إلى بدايات ظهور الرياضة في القرن الثامن عشر، ومع هذا ظلت قوانين العديد من الدول تحظر مُشاركة النساء في لعبة الملاكمة.

## التاريخ

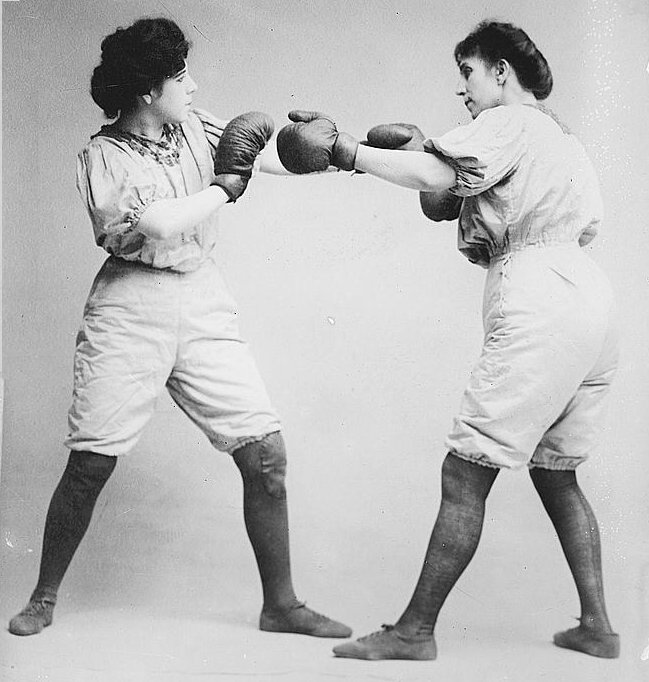
الأخوات بينيت يمارسن رياضة الملاكمة في بريطانيا في الفترة ما بين عامي 1910-1915

كان من أقدم النصوص الأدبية التي أشارت إلى ممارسة المرأة لرياضة الملاكمة كتاب ألفه رحالة ألماني بعدما زار مدينة لندن عام 1710. يذكر الرحالة الألماني في كتابه أنه في أثناء حضوره لإحدى مباريات الملاكمة للرجال، التقى بامرأة من بين الجمهور زعمت أنها لاكمت امرأة أخرى في نفس المكان من قبل. ويعود تاريخ أقدم مباراة ملاكمة نسائيّة معروفة لنا في الوقت الحالي إلى عام 1722، وهي مباراة الملاكمة التي جرت في مدينة لندن بين كل من إليزابيث ويلكنسون وهانا هايفيلد. كانت إليزابيث ويلكنسون تشارك في مباريات ملاكمة زوجية برفقة زوجها أمام أزواج آخرين، بحيث تلاكم هي المرأة الأخرى، ويُلاكم زوجها الرجل الآخر، وكانت قواعد الملاكمة في ذلك الوقت تسمح بأفعال مثل الركل والخدش وغيرها من أساليب الهجوم التي لا تُعدّ ممارسات مقبولة ومسموحا بها اليوم وفقًا للقوانين الحالية المنظمة للعبة. استمرت ممارسة السيدات لرياضة الملاكمة على استحياء وبصورة غير قانونية لأكثر من قرن من الزمن، وفي عام 1904 أدخلت الملاكمة النسائية لأول مرة كرياضة استعراضية في دورة الألعاب الأولمبية خلال النسخة الثالثة من دورة الألعاب الأولمبية الصيفية، والتي أقيمت بمدينة سانت لويس في الولايات المتحدة الأمريكية.

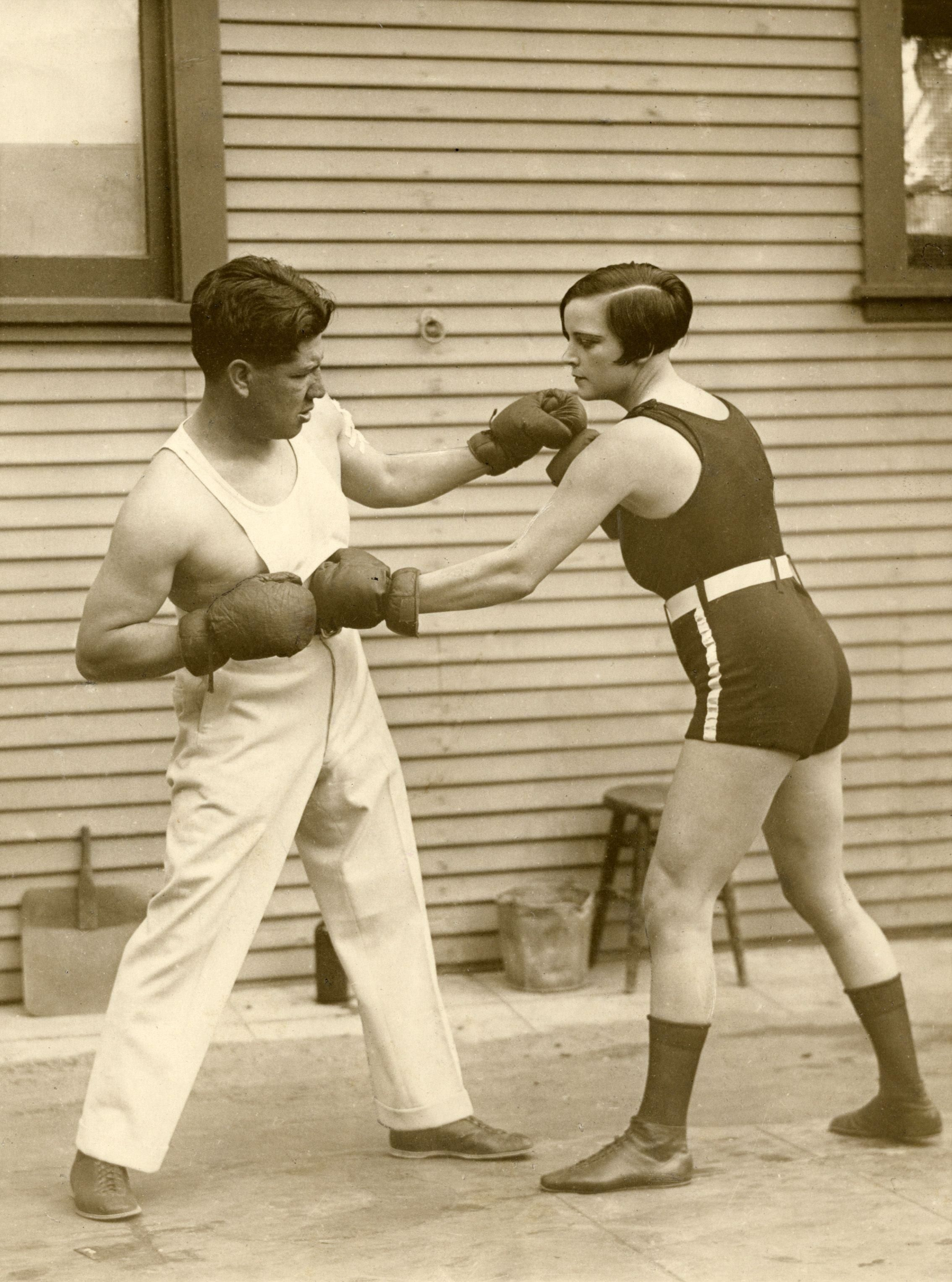
الملاكمة لويز أدلر بطلة العالم في الملاكمة للوزن الخفيف في عشرينيات القرن العشرين، وهي تتدرب للحفاظ على لقبها

تأسس أول نادي مُلاكمة للسيدات في العالم في عشرينيات القرن العشرين في مدينة لندن على يد أندرو نيوتن، غير أنّ ممارسة السيدات لرياضة الملاكمة ظلت تثير الكثير من الجدل حتى بعد تأسيس النادي، لدرجة أن قام مجلس منطقة شورديتش في مطلع عام 1926 بمنع إقامة مباراة ملاكمة بين الملاكمتين آني نيوتن ومادج بيكر. تقرر بعد ذلك نقل مكان المباراة لتلعب في مدينة هاكني القريبة من منطقة شورديتش، ولكن قوبل هذا القرار أيضًا بالمعارضة الشديدة من عمدة مدينة هاكني والعديد من مسؤولي المملكة المتحدة، ومن بينهم وزير الداخلية البريطاني آنذاك السير ويليام جوينسون هيكس الذي ذكر أن الهيئة التشريعية البريطانية لم تتخيل أبدًا إقامة مثل هذا العرض الرياضي المخزي في بريطانيا.
أقرت الرابطة السويدية للملاكمة للهواة لأول مرة فعاليات رياضية للملاكمة النسائية في عام 1988، ثُم تبعتها رابطة الملاكمة البريطانية للهواة فسمحت في عام 1997 بإقامة أول مسابقة ملاكمة للسيدات. كان من المفترض أن تبدأ الفعالية الأولى في هذه المسابقة بمباراة بين فتاتين تبلغان من العمر ثلاثة عشر عامًا، ولكن بسبب الهجوم الإعلامي الكبير الذي تعرضت له اللاعبات في ذلك الوقت، انسحبت إحدى الملاكمتين وألغيت المباراة، ثم أقيمت فعالية أخرى افتتحت بمباراة بين فتاتين تبلغان من العمر ستة عشر عامًا. ومع هذا لم يوافق مجلس مراقبة الملاكمة البريطاني على إصدار التراخيص للملاكمات بلعب مباراياتهم سوى في عام 1998 عندما أصدر ترخيصًه للاعبة جين كوتش. وبحلول نهاية القرن العشرين، كان مجلس مراقبة الملاكمة البريطاني قد أصدر خمسة تراخيص مُشابهة للملاكمات. أقيمت أول مباراة ملاكمة احترافية معترف بها للسيدات في المملكة المتحدة في بلدة ستريذام بلندن في نوفمبر 1998 بين الملاكمتين جين كوتش وسيمونا لوكيتش، وكانت جين كوتش هي الفائزة في هذه المباراة.